# Sallustius Passienus Crispus
Sallustius Passienus Crispus was de tweede echtgenoot van Agrippina de Jongere. Hij was een zeer welgesteld man, de geschiedschrijver Suetonius schatte zijn vermogen op zo'n 200 miljoen sestertiën. Hij was reeds eerder getrouwd geweest met Domitia Longina, maar was van haar gescheiden om te trouwen met Agrippina de Jongere. Hij maakte haar en haar zoon Nero tot zijn erfgenamen en stierf in het jaar 47. Sommigen zeggen dat hij door Agrippina de Jongere werd vermoord, anderen zeggen dat ze een zeer gelukkig huwelijk hadden en van elkaar hielden.